# Aeroportul Circle Hot Springs
Aeroportul Circle Hot Springs (IATA: CHP, FAA LID: CHP) este un aeroport din Alaska, Statele Unite ale Americii ce deservește zona Circle Hot Springs⁠(d). Aeroportul a fost tranzitat în 2019 de 2 pasageri. A fost numit după zona deservită.
Situat la o altitudine de 291 m, aeroportul dispune de 1 pistă.

## Infrastructură

### Piste
Aeroportul dispune de o singură pistă. Pista 09/27 are suprafața de pietriș și dimensiunile 3.669 picioare × 80 picioare. 